# Nicholas Turturro
Nicholas Turturro (Nueva York; 29 de enero de 1962) es un actor de cine y televisión estadounidense de ascendencia italiana, conocido por su papel de James Martinez en la serie NYPD Blue (1993-2000), por el cual fue nominado al Premio Emmy.

## Primeros años
Nicholas Turturro nació en Brooklyn y creció en Queens, Nueva York, hijo de Katherine, una cantante de jazz amateur, quien trabajó en un astillero de la Marina durante la Segunda Guerra Mundial, y de Nicholas R. Turturro, un carpintero y obrero, que inmigró desde Giovinazzo, Italia, a la edad de seis años, y luchó junto a la marina estadounidense en el Día D. Es el menor de tres hermanos; uno de ellos es el también actor John Turturro y el otro, Ralph Turturro, es músico. Su prima es la actriz Aida Turturro, conocida por el papel de Janice Soprano en la famosa serie Los Soprano. 
Comenzó a actuar durante la secundaria, actuando en la obra Guys and Dolls. Ingresó a la Adelphi University para estudiar actuación, pero abandonó: «No sabía qué quería hacer con mi vida», afirmó. Continuó ganándose la vida como portero en el St. Moritz Hotel de Manhattan hasta 1993. Por la insistencia de su hermano John, volvió a estudiar actuación al mismo tiempo que continuaba trabajando como portero en el hotel.
Entre 1984 y 1995 estuvo casado con Jami Biunno, con quien tuvo su primera hija, Erica. En 1995, conoció a la azafata Lissa Espinosa con quien se casó y tuvo una hija, Apollonia.

## Carrera
Su primera participación en el cine fue en Do the Right Thing (1989), donde se puede oír su voz, y al año siguiente interpretó al dueño de un club en Mo' Better Blues, ambas películas fueron dirigidas por Spike Lee y trabajó junto a su hermano John Turturro.
Fue nominado al Premio Emmy por su interpretación del oficial/detective/sargento James Martinez en la serie televisiva NYPD Blue, donde consiguió lograr una excelente química, dentro y fuera de las pantallas, con Dennis Franz y Gordon Clapp durante sus primeras siete temporadas en las que estuvo en el show, y se transformó en uno de los favoritos del público. 
Sus créditos incluyen su interpretación de Al Capone en Las aventuras del joven Indiana Jones, su papel de Brucie en el remake de 2005 de The Longest Yard y Renaldo en I Now Pronounce You Chuck and Larry.

## Filmografía
- Leo (2023) - Papá de Anthony[7]
- Law & Order SVU (2019) (Serie) Detective Frank Bucchi
- Honor Up (2018) Detective Kean
- The Eyes (2016) - Charlie
- The Crossroads of History (2016) (serie) - Francesco del Giocondo
- Blue Bloods (2010-2016) (serie) - Sgt. Anthony Renzulli
- Subterranea (2015) - Remy
- Paul Blart: Mall Cop 2 (2015) - Nick Panero
- Hit the Floor (2014) (serie)
- Here Comes the Boom (2012) - Ref at Pier
- Super Cyclone (2012) - Travis Verdon
- White Collar (2012) (serie) - Delancy
- TalhotBlond (2012) - Detective Moretti
- Nick the Doorman (2012) - Nick [director, productor, guionista, montajista]
- The Protector (2011) (serie)
- Zookeeper (2011) - Manny
- Bucky Larson: Born to Be a Star (2011) - Antonio
- Fancypants (2011) - Randy
- Takers (2010) - Franco Dalia
- Shoot the Hero (2010) - Grant
- The Deported  (2009) - Gianni DiCarlo [productor, guionista]
- Street Boss (2009) - Jimmy Calone
- Burn Notice (2009) (serie) - Tommy
- Fancypants (2009) - Randy
- Phamtom Punch (2008) - Ceasar Novak
- First Sunday (2008) - Officer D'Agostino
- Remembering Phil (2007) - Phil Winters
- I Now Pronounce You Chuck and Larry (2007) - Renaldo Pinera
- The King of Queens (2007) (serie) - Vince Dinelli
- McBride: Semper Fi (2007) (TV) - Officer Pierce
- World Trade Center (2006) - Officer Colovito
- Trapped! (2006) (TV) - Travis
- Three Wise Guys (2005) (TV) - Vincent
- The Longest Yard (2005) - Brucie
- The Hollow (2004) - Sheriff Duncan
- The Hillside Strangler (2004) - Angelo Buono
- Third Watch (2003-2004) (serie) - Aloysius 'Allie' Nardo
- Tremors (2003) (serie) - Frank
- The Twilight Zone (2002) (serie) - Speed
- Touched by an Angel (2002) (serie) - Rolando
- Big Shot: Confessions of a Campus Bookie (2002) (TV) - Joe Jr.
- Monday Night Mayhem (2002) (TV) - Chet Forte
- The Biz (2002) - Anthony
- Purgatory Flats (2002) - Johnny Ramos
- The District (2001) (serie) - Officer Robert Turner
- Un cargamento potente, The Shipment (2001) - Eddie Colucci
- Recess: School's Out (2001) (voz) - Cop #1
- Mr. Life (2001) (TV)
- Hellraiser: Inferno (2000) - Det. Tony Nenonen
- NYPD Blue (1993-2000) (serie) - Det. James Martinez
- Witness to the Mob (1998) (TV) - Sammy 'The Bull' Gravano
- Excess Baggage (1997) - Stick
- Oddville, MTV (1997)
- The Drew Carey Show (1997) (serie) - Det. James Martinez
- Shadow Conspiracy (1997) - Grasso
- Mercenary II: Thick & Thin (1997) (TV) - Major Ray Domino
- Falling from the Sky: Flight 174 (1995) (TV) - Al Williams
- In the Line of Duty: Hunt for Justice (1995) (TV) - Mike Garret
- Federal Hill (1994) - Ralph
- The Search for One-eye Jimmy (1994) - Junior
- Men Lie (1994)
- Cosmic Slop (1994) (TV) - Father Carlos
- L.A. Law (1993) (serie) - Anthony
- The Young Indiana Jones Chronicles (1993) (serie) - Al Capone
- Malcolm X (1992) - Boston Cop
- Mac (1992) - Tony Gloves
- Law & Order (1992) (serie) - Poletti
- Dead and Alive: The Race for Gus Farace (1991) (TV) - Danny D'Arcangelo
- Jungle Fever (1991) - Vinny
- Men of Respect (1991) - Bingo
- Mo' Better Blues (1990) - Josh Flatbush
- Do the Right Thing (1989) (sin acreditar) - Extra